# Jonathan Bomarito

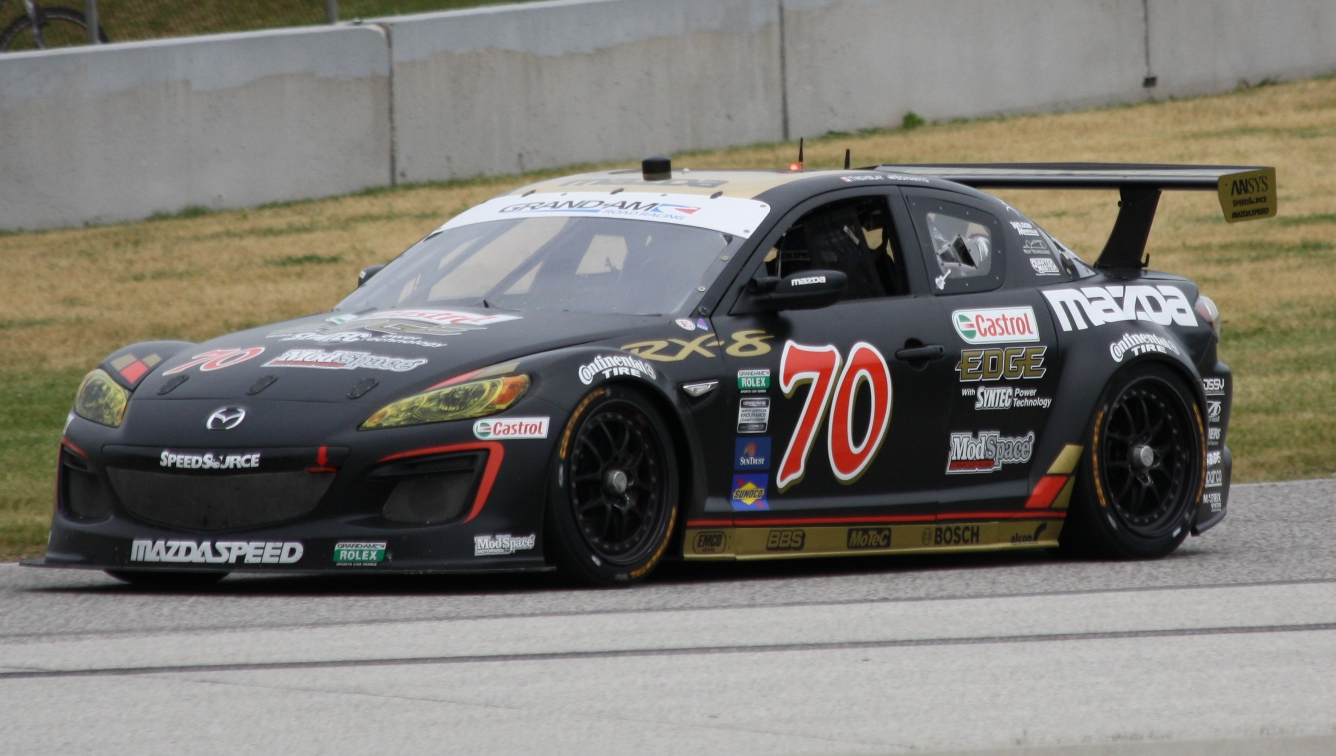
Mazda RX-8 de Bomarito en la fecha de la Rolex Sports Car Series en Road America 2012.

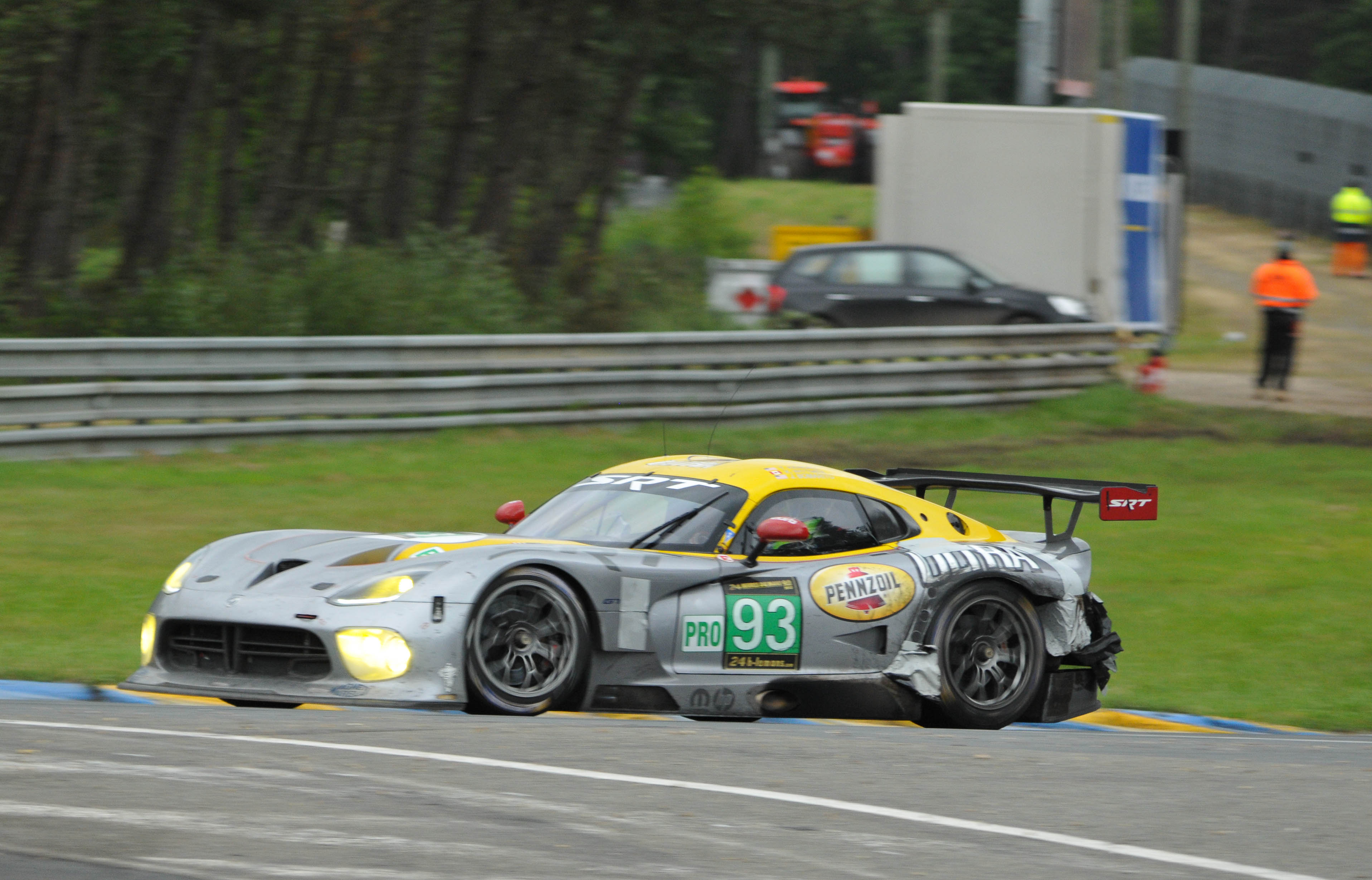
SRT Viper GTS-R de Bomarito en las 24 Horas de Le Mans 2013.

Jonathan Bomarito (nacido el 23 de enero de 1982 en Monterey, California) es un piloto estadounidense de automovilismo de velocidad. Ha sido piloto oficial de Dodge SRT y Mazda en el IMSA SportsCar Championship.
Después de iniciarse en karting, Jonathan Bomarito compitió la Fórmula Ford 2000 de EE. UU. en 2003, ganando el campeonato con 5 victorias. Al año siguiente pasó a la Formula Atlantic y terminó noveno en el campeonato. En 2006 y 2007 logró una victoria en las respectivas temporadas, finalizando quinto en ambas. Fue subcampeón de la Fórmula Atlantic en 2008, consiguiendo 3 victorias. También compitió en las 24 Horas de Daytona en 2005, 2008 y 2009.
En 2010, Bomarito fue piloto regular de la Grand-Am Rolex Sports Car Series conduciendo una Mazda RX-8 de la clase GT. Logró dos victorias (incluyendo una de clase en las 24 Horas de Daytona) y cinco podios, finalizando cuarto en el campeonato.
Bomarito finalizó quinto en la tabla de pilotos de la clase GT en 2011 y 2012, con una victoria y cuatro podios en ambas temporadas. Además, disputó la Petit Le Mans 2012 con un Dodge Viper GTS.
En 2013, Bomarito se convirtió en piloto oficial de SRT Motorsports en la American Le Mans Series. Con un SRT Viper GTS-R y teniendo como compañero de butaca a Kuno Wittmer obtuvo 2 podios, concluyendo 13º en el campeonato de pilotos de la clase GT. Además disputaron las 24 Horas de Le Mans con Tommy Kendall como tercer piloto, terminando noveno en la clase.
El californiano continuó pilotando un Dodge Viper SRT oficial en el paso por la United SportsCar Championship en 2014. Cosechó dos victorias en Indianapolis y Austin, dos segundos puestos y dos terceros, generalmente junto con Wittmer, de modo que terminó segundo en el campeonato de pilotos de la clase GTLM.
Ante el retiro de Viper para la temporada 2015, Bomarito se incorporó a SpeedSource para pilotar un prototipo Lola-Mazda oficial junto a Tristan Nunez. En seis participaciones, tuvo un sexto puesto, un octavo y cuatro abandonos. En 2016, obtuvo un tercer puesto, un cuarto, dos quintos, un sexto y cinco abandonos junto a Nunez. Así, se ubicó undécimo en el campeonato de pilotos de la clase Prototipos y séptimo en el campeonato de equipos.